# 肖蒙勒布瓦
肖蒙勒布瓦（法語：Chaumont-le-Bois，法語發音：[ʃomɔ̃ lə bwa]）是法国科多尔省的一个市镇，属于蒙巴尔区。

## 地理
肖蒙勒布瓦（47°55'32"N, 4°34'41"E）面积7.54 平方千米，位于法国勃艮第-弗朗什-孔泰大區科多尔省，该省份为法国中东部省份，北起奥布省，西接涅夫勒省和约讷省，南至索恩-卢瓦尔省，东南接汝拉省，东临上索恩省，东北部与上马恩省接壤。
与肖蒙勒布瓦接壤的市镇（或旧市镇、城区）包括：欧特里库尔、马桑日、瓦奈尔、乌尔斯河畔伯朗、塞纳河畔沙雷、莫松、奥布特雷。

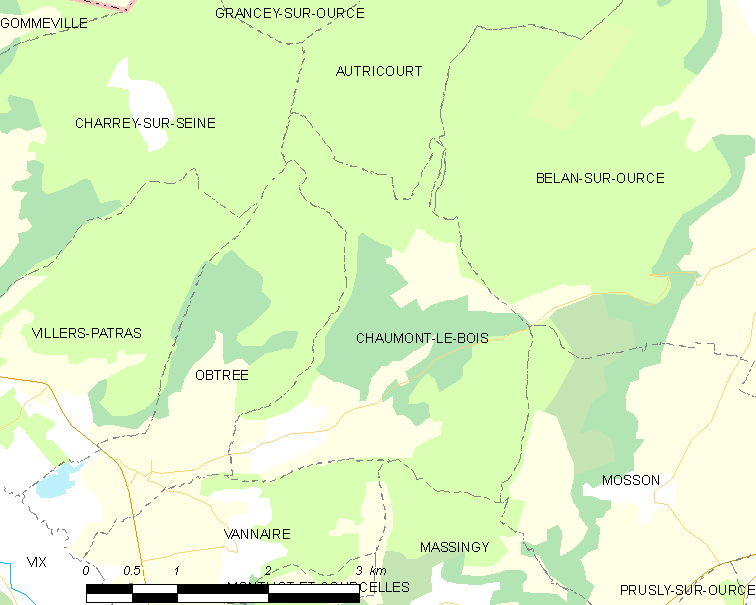
肖蒙勒布瓦的OSM定位图

肖蒙勒布瓦的时区为UTC+01:00、UTC+02:00（夏令时）。

## 行政
肖蒙勒布瓦的邮政编码为21400，INSEE市镇编码为21161。

## 政治
肖蒙勒布瓦所属的省级选区为塞纳河畔沙蒂永县。

## 人口

1962-2008年间肖蒙勒布瓦人口变化图示

肖蒙勒布瓦于2022年1月1日时的人口数量为79人。